# Championnats du monde d'athlétisme en salle 2024
Navigation
- 1985
- 1987
- 1989
- 1991
- 1993
- 1995
- 1997
- 1999
- 2001
- 2003
- 2004
- 2006
- 2008
- 2010
- 2012
- 2014
- 2016
- 2018
- 2022
- 2024
- 2025

Les 19es championnats du monde d'athlétisme en salle (en anglais, 2024 World Athletics Indoor Championships) se déroulent du 1er au 3 mars 2024 à Glasgow, en Écosse au Royaume-Uni, au sein de l'Emirates Arena.

## Organisation

### Sélection de la ville hôte
Glasgow obtient l'organisation de ces championnats le 1er décembre 2021 à l'occasion du congrès de World Athletics tenu à Monaco. Les autres pays candidats étaient la Pologne (Toruń) et le Kazakhstan.
Le Royaume-Uni accueille pour la troisième fois cet événement sportif après Birmingham en 2003 et 2018. Glasgow avait organisé les Championnats d'Europe en salle 1990 et 2019.

### Site des compétitions

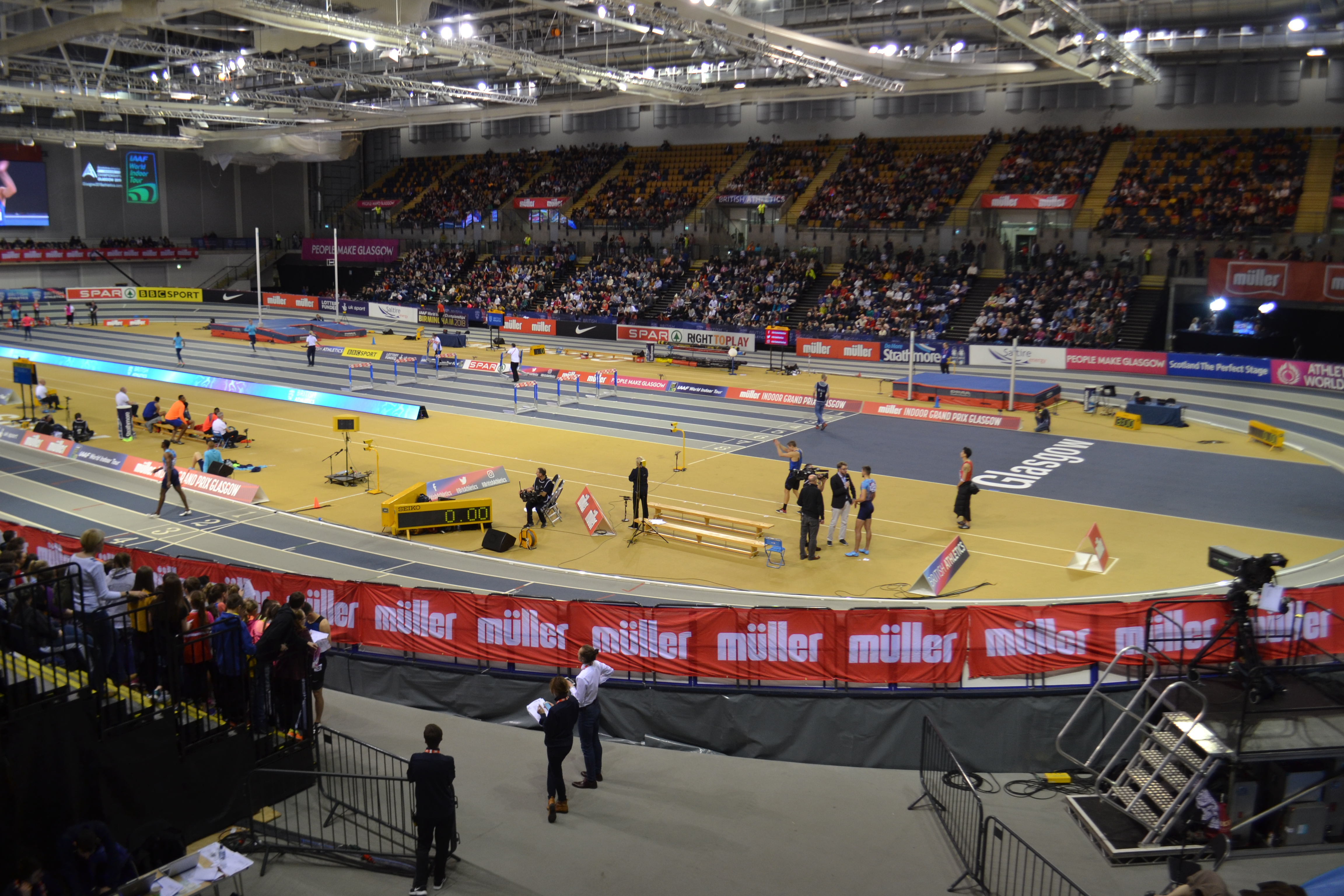
L'Emirates Arena de Glasgow.

Les épreuves se disputent au sein de l'Emirates Arena. L'enceinte à une capacité de 5 000 places.

## Compétition

### Participation
651 athlètes (320 hommes et 331 femmes) sont inscrits sur les listes des participants. Parmi eux figurent 18 athlètes ayant remporté une médaille d'or lors des précédents championnats, en 2022,.

### Calendrier
Les compétitions se déroulent du 1er au 3 mars 2024.
| Finales | 1er mars                                         | 2 mars                                                                                  | 3 mars                                                                                           |
| ------- | ------------------------------------------------ | --------------------------------------------------------------------------------------- | ------------------------------------------------------------------------------------------------ |
| Hommes  | - 60 m - lancer du poids                         | - 60 m haies - 400 m - 3 000 m - saut en longueur - triple saut - heptathlon (1er jour) | - 800 m - 1 500 m - relais 4 × 400 m - saut en hauteur - saut à la perche - heptathlon (2e jour) |
| Femmes  | - lancer du poids - pentathlon - saut en hauteur | - 60 m - 400 m - 3 000 m - saut à la perche                                             | - 60 m haies - 800 m - 1 500 m - relais 4 × 400 m - saut en longueur - triple saut               |

### Faits marquants

#### Première journée
Lors du 60 m, Christian Coleman bat son compatriote Noah Lyles actuel champion du monde du 100 m pour devenir champion du monde en 6 s 41.

#### Deuxième journée
Le 2 mars, lors de son essai à 4,65 mètres, la perchiste Margot Chevrier se blesse grièvement, se faisant une fracture ouverte du talus (cheville). Femke Bol remporte le 400 m en améliorant son record du monde en 49 s 17. Alexander Doom bat le favori Karsten Warholm et s'adjuge le titre en 45 s 25 sur le 400 m hommes.
Sur 3 000 m, les favoris éthiopiens sont battus par Josh Kerr chez les hommes en 7 min 42 s 98 et par Elle Purrier St. Pierre chez les femmes en 8 min 20 s 87.
Grant Holloway poursuit sa série d'invincibilité sur 60 m haies en égalant le record des championnats en 7 s 29.
Julien Alfred de Sainte-Lucie devient championne du monde du 60 m pour la première fois en 6 s 98, devançant Ewa Swoboda de deux centièmes.

#### Troisième journée
Devynne Charlton remporte le 60 m haies en 7 s 65 améliorant le record du monde de la distance.

## Résultats

### Hommes
| Épreuves                 | Or | Argent | Bronze |
| ------------------------ | --- | --- | --- |
| 60 m Détails             | Christian Coleman 6 s 41 (WL) | Noah Lyles 6 s 44 | Ackeem Blake 6 s 46 |
| 400 m Détails            | Alexander Doom 45 s 25 (NR) | Karsten Warholm 45 s 34 | Rusheen McDonald 45 s 65 (PB) |
| 800 m Détails            | Bryce Hoppel 1 min 44 s 92 (WL)                                                                                                  | Andreas Kramer 1 min 45 s 27 (SB) | Eliott Crestan 1 min 45 s 32 |
| 1 500 m Détails          | Geordie Beamish 3 min 36 s 54 (PB)                                                                                               | Cole Hocker 3 min 36 s 69 (PB) | Hobbs Kessler 3 min 36 s 72 |
| 3 000 m Détails          | Josh Kerr 7 min 42 s 98 | Yared Nuguse 7 min 43 s 59 (SB) | Selemon Barega 7 min 43 s 64 |
| 60 m haies Détails       | Grant Holloway 7 s 29 (CR) | Lorenzo Simonelli 7 s 43 (NR) | Just Kwaou-Mathey 7 s 47 |
| 4 × 400 m Détails        | Belgique Jonathan Sacoor Dylan Borlée Christian Iguacel Alexander Doom 3 min 2 s 54 (WL) Participation aux séries : Tibo De Smet | États-Unis Jacory Patterson Matthew Boling Noah Lyles Christopher Bailey 3 min 2 s 60 (SB) Participation aux séries : Paul Dedewo Trevor Bassitt | Pays-Bas Liemarvin Bonevacia Ramsey Angela Terrence Agard Tony van Diepen 3 min 4 s 25 (NR) Participation aux séries : Taymir Burnet Isaya Klein Ikkink |
| Saut en hauteur Détails  | Hamish Kerr 2,36 m (AR, WL) | Shelby McEwen 2,28 m | Woo Sang-hyeok 2,28 m |
| Saut à la perche Détails | Armand Duplantis 6,05 m | Sam Kendricks 5,90 m | Emmanouíl Karalís 5,85 m |
| Saut en longueur Détails | Miltiádis Tedóglou 8,22 m | Mattia Furlani 8,22 m | Carey McLeod 8,21 m (SB) |
| Triple saut Détails      | Hugues Fabrice Zango 17,53 m (SB)                                                                                                | Yasser Triki 17,35 m (SB) | Tiago Pereira 17,08 m (SB) |
| Lancer du poids Détails  | Ryan Crouser 22,77 m (CR) | Tomas Walsh 22,07 m | Leonardo Fabbri 21,96 m |
| Heptathlon Détails       | Simon Ehammer 6 418 pts (WL) | Sander Skotheim 6 407 pts (NR) | Johannes Erm 6 340 pts (PB) |

### Femmes
| Épreuves                 | Or | Argent | Bronze |
| ------------------------ | --- | --- | --- |
| 60 m Détails             | Julien Alfred 6 s 98 (WL) | Ewa Swoboda 7 s 00 | Zaynab Dosso 7 s 05 |
| 400 m Détails            | Femke Bol 49 s 17 (WR) | Lieke Klaver 50 s 16 | Alexis Holmes 50 s 24 (PB)                                                                                                |
| 800 m Détails            | Tsige Duguma 2 min 1 s 90 | Jemma Reekie 2 min 2 s 72 | Noélie Yarigo 2 min 3 s 15                                                                                                |
| 1 500 m Détails          | Freweyni Hailu 4 min 1 s 46 | Nikki Hiltz 4 min 2 s 32 | Emily Mackay 4 min 2 s 69                                                                                                 |
| 3 000 m Détails          | Elle Purrier St. Pierre 8 min 20 s 87 (CR, AR) | Gudaf Tsegay 8 min 21 s 13 | Beatrice Chepkoech 8 min 22 s 68 (NR)                                                                                     |
| 60 m haies Détails       | Devynne Charlton 7 s 65 (WR) | Cyréna Samba-Mayela 7 s 74 | Pia Skrzyszowska 7 s 79                                                                                                   |
| 4 × 400 m Détails        | Pays-Bas Lieke Klaver Cathelijn Peeters Lisanne de Witte Femke Bol 3 min 25 s 07 (NR) Participation aux séries : Myrte van der Schoot Eveline Saalberg | États-Unis Quanera Hayes Talitha Diggs Bailey Lear Alexis Holmes 3 min 25 s 34 (SB) Participation aux séries : Jessica Wright Na'Asha Robinson | Royaume-Uni Laviai Nielsen Lina Nielsen Ama Pipi Jessie Knight 3 min 26 s 36 (NR) Participation aux séries : Hannah Kelly |
| Saut en hauteur Détails  | Nicola Olyslagers 1,99 m | Yaroslava Mahuchikh 1,97 m | Lia Apostolovski 1,95 m (PB)                                                                                              |
| Saut à la perche Détails | Molly Caudery 4,80 m | Eliza McCartney 4,80 m | Katie Moon 4,75 m (PB) |
| Saut en longueur Détails | Tara Davis-Woodhall 7,07 m | Monae' Nichols 6,85 m (SB) | Fátima Diame 6,78 m (SB)                                                                                                  |
| Triple saut Détails      | Thea LaFond 15,01 m (WL, NR) | Leyanis Pérez 14,90 m (SB) | Ana Peleteiro-Compaoré 14,75 m (SB)                                                                                       |
| Lancer du poids Détails  | Sarah Mitton 20,22 m (SB) | Yemisi Ogunleye 20,19 m (PB) | Chase Jackson 19,67 m |
| Pentathlon Détails       | Noor Vidts 4 779 pts (WL) | Saga Vanninen 4 677 pts (NR) | Sofie Dokter 4 571 pts (SB)                                                                                               |

## Tableau des médailles
Tableau des médailles :
| Rang | Nation           | Or | Argent | Bronze | Total |
| ---- | ---------------- | -- | ------ | ------ | ----- |
| 1    | États-Unis       | 6  | 9      | 5      | 20    |
| 2    | Belgique         | 3  | 0      | 1      | 4     |
| 3    | Nouvelle-Zélande | 2  | 2      | 0      | 4     |
| 4    | Pays-Bas         | 2  | 1      | 2      | 5     |
| 5=   | Éthiopie         | 2  | 1      | 1      | 4     |
| 5=   | Royaume-Uni      | 2  | 1      | 1      | 4     |
| 7    | Suède            | 1  | 1      | 0      | 2     |
| 8    | Grèce            | 1  | 0      | 1      | 2     |
| 9=   | Australie        | 1  | 0      | 0      | 1     |
| 9=   | Bahamas          | 1  | 0      | 0      | 1     |
| 9=   | Burkina Faso     | 1  | 0      | 0      | 1     |
| 9=   | Canada           | 1  | 0      | 0      | 1     |
| 9=   | Dominique        | 1  | 0      | 0      | 1     |
| 9=   | Sainte-Lucie     | 1  | 0      | 0      | 1     |
| 9=   | Suisse           | 1  | 0      | 0      | 1     |
| 16   | Italie           | 0  | 2      | 2      | 4     |
| 17   | Norvège          | 0  | 2      | 0      | 2     |
| 18=  | France           | 0  | 1      | 1      | 2     |
| 18=  | Pologne          | 0  | 1      | 1      | 2     |
| 20=  | Algérie          | 0  | 1      | 0      | 1     |
| 20=  | Allemagne        | 0  | 1      | 0      | 1     |
| 20=  | Cuba             | 0  | 1      | 0      | 1     |
| 20=  | Finlande         | 0  | 1      | 0      | 1     |
| 20=  | Ukraine          | 0  | 1      | 0      | 1     |
| 25   | Jamaïque         | 0  | 0      | 3      | 3     |
| 26   | Espagne          | 0  | 0      | 2      | 2     |
| 27=  | Bénin            | 0  | 0      | 1      | 1     |
| 27=  | Corée du Sud     | 0  | 0      | 1      | 1     |
| 27=  | Estonie          | 0  | 0      | 1      | 1     |
| 27=  | Kenya            | 0  | 0      | 1      | 1     |
| 27=  | Portugal         | 0  | 0      | 1      | 1     |
| 27=  | Slovénie         | 0  | 0      | 1      | 1     |

## Tableau de classement des finalistes
Le classement est déterminé en fonction des points attribués aux huit premières places. Huit points sont attribués à une 1re place, sept points à une 2e place, et ainsi de suite jusqu'à un point attribué à une 8e place
| Rang | Pays             | Places | Places | Places | Places | Places | Places | Places | Places | Total |
| Rang | Pays             | 1er    | 2e     | 3e     | 4e     | 5e     | 6e     | 7e     | 8e     | Total |
| ---- | ---------------- | ------ | ------ | ------ | ------ | ------ | ------ | ------ | ------ | ----- |
| 1    | États-Unis       | 6      | 9      | 5      | 3      | 6      | 3      | 3      | 0      | 195   |
| 2    | Grande-Bretagne  | 2      | 1      | 1      | 2      | 1      | 2      | 1      | 0      | 51    |
| 3    | Italie           | 0      | 2      | 2      | 3      | 1      | 0      | 2      | 1      | 50    |
| 4    | Éthiopie         | 2      | 1      | 1      | 1      | 2      | 1      | 2      | 0      | 49    |
| 5    | Belgique         | 3      | 0      | 1      | 1      | 0      | 2      | 1      | 2      | 45    |
| 6    | Nouvelle-Zélande | 2      | 2      | 0      | 2      | 1      | 0      | 0      | 0      | 44    |
| 7    | Pays-Bas         | 2      | 1      | 2      | 0      | 1      | 0      | 1      | 1      | 42    |
| 8    | Espagne          | 0      | 0      | 2      | 1      | 1      | 2      | 0      | 0      | 27    |
| 9    | Jamaïque         | 0      | 0      | 3      | 0      | 0      | 2      | 1      | 0      | 26    |
| 10   | France           | 0      | 1      | 1      | 0      | 1      | 1      | 1      | 2      | 24    |

## Records battus
- Record du monde :
  - 400 mètres féminin : 49 s 17 par Femke Bol
  - 60 mètres haies féminin : 7 s 65 par Devynne Charlton
- Record des championnats du monde :
  - 60 mètres haies masculin : 7 s 29 par Grant Holloway
  - Lancer du poids masculin : 22,77 m par Ryan Crouser
  - 3 000 mètres féminin : 8 min 20 s 87 par Elle Purrier St. Pierre

## Légende
Records et Performances
- AR : Record continental (area record)
- CR : Record des championnats (championship record)
- MR : Record du meeting (meet record)
- NR : Record national (national record)
- OR : Record olympique (olympic record)
- PR : Record paralympique (paralympic record)
- PB : Record personnel (personal best)
- SB : Meilleure performance personnelle de la saison (season's best)
- WL : Meilleure performance mondiale de l'année (world leader)
- WJR : Record du monde junior (world junior record)
- WR : Record du monde (world record)

Circonstances et Conditions
- DNF : N'a pas terminé (did not finish)
- DNS : N'a pas pris le départ (did not start)
- DQ : Disqualification (disqualification)
- NM : Aucun essai valable enregistré (No Mark)
- Q : Qualifié « directement » au prochain tour (ou à la prochaine compétition), lors d'une compétition majeure, grâce au classement ou à la réalisation des minima (automatic qualifier)
- q : Qualifié au prochain tour (ou à la prochaine compétition), lors d'une compétition majeure, grâce au repêchage ou à la réalisation de l'une des meilleures performances parmi celles des « non qualifiés directement » (grâce au meilleur temps ou à la meilleure distance par exemple) (secondary qualifier)